# 津菜

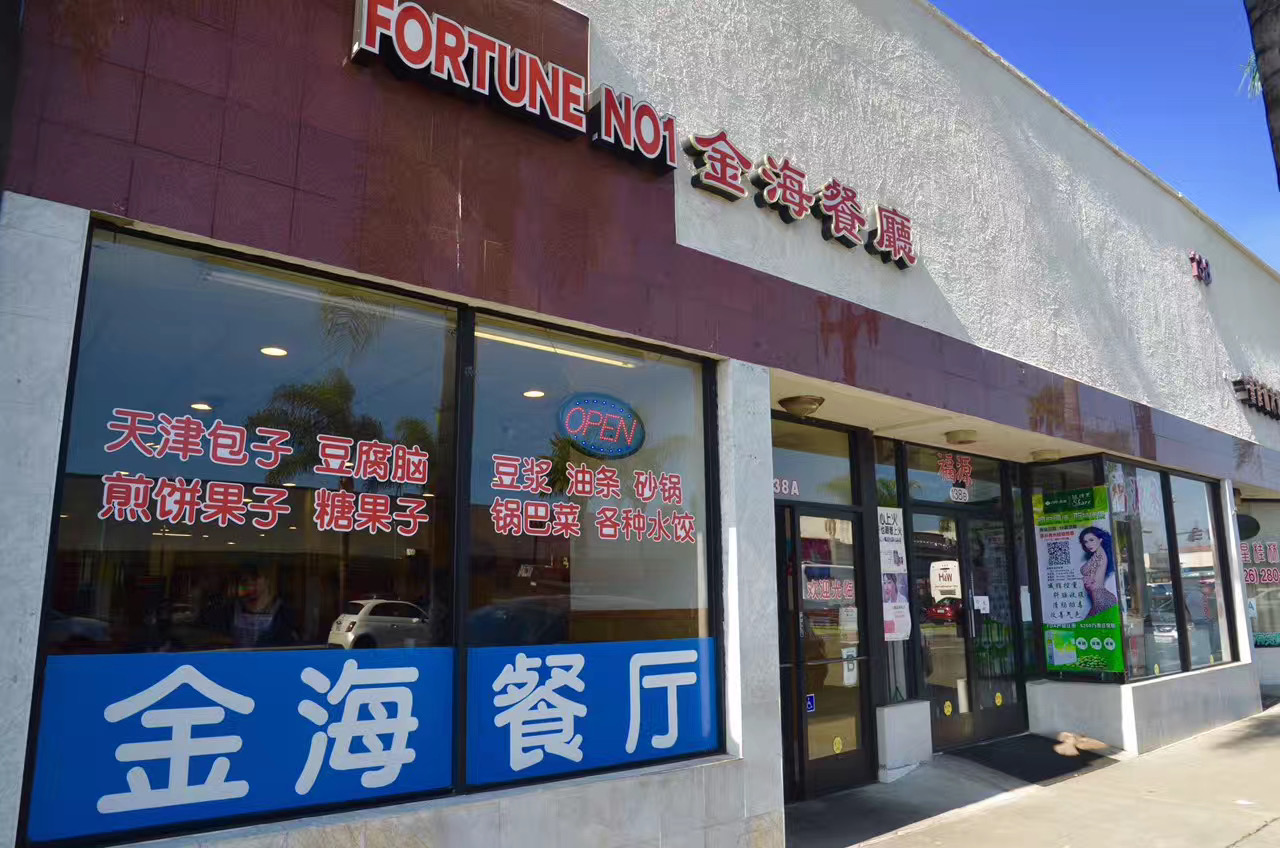
美国蒙特利公园市的天津风味中餐厅金海餐厅

津菜特指天津地方风味菜系，早年起源于民间，以鲜咸为主，口感软嫩酥烂， 从形成到发展至今有300多年历史。天津菜系形成和发展与漕运和盐商息息相关，运河船夫的饮食，促进了天津小吃的繁荣，清末光绪年间天津城的饭馆已“五百有奇”，而津菜形成的标志便是1662年为庆祝康熙登基而开设的聚庆成饭庄。乾隆下江南，多次驻足天津，曾赏赐厨师黄马褂和五品顶戴花翎，并将“烧目鱼条”一菜赐名“官烧目鱼”。1860年天津被辟为对外开放商埠，外来资本大量输入，西方饮食随即进入津门，较为有代表性的就是起士林餐厅。
天津饮食主要分为汉民菜、清真菜、天津素菜和地方小吃四大门类。天津菜多以河、海两鲜为原料，擅长勺扒、软溜、清炒、清蒸。并且口味多变，咸鲜清淡，精于调味，清浓兼备，注重配色。历史上有代表性的天津风味菜肴有八大碗、四大扒、冬令四珍。现代天津名菜有：蟹黄鱼翅、软熘鱼扇、鸡丝银针等。
| - 津菜： - 粗八大碗：炒虾仁、溜鱼片、烩丸子、烩滑鱼、氽白肉丝、笃面筋、烧肉、煎丸子、松肉等。 - 细八大碗：炒青虾仁、烩两鸡丝、烧三丝、全炖、蟹黄蛋羹、海参丸子、元宝肉、清汤鸡、拆烩鸡、家熬鱼、溜二蘑等。 - 四大扒：扒整鸡、扒整鸭、扒肘子、扒方肉、扒海参、扒面筋、扒鱼。 - 冬令四珍：铁雀、银鱼、紫蟹、韭黄。 - 津菜：一品官燕，扒通天鱼翅、鲍鱼龙须、蟹黄鱼肚、扒刺参、两吃目鱼、红烧猴头、清蒸鹿尾儿、烤酥方炸、溜飞禽、焦溜里脊、罾嘣鲤鱼、糖醋鱼、碎溜鲫鱼、华洋面筋，华洋里脊、华洋鸭肝、笃面筋、笃鱼腐、扒全菜、罗汉斋、酸沙紫蟹、酸沙银鱼、酸沙鲤鱼、罾蹦鲤鱼、糖醋鱼、碎溜鲫鱼、八珍豆腐煲、老爆三、贴饽饽熬鱼。 |
| - 天津三绝：狗不理包子、十八街麻花、耳朵眼炸糕 |
| - 特色面食：包子、锅贴、烧卖、云吞、烧饼、捞面、银丝卷、五香花卷、馅饼、合子 |
| - 清真小吃：羊汤、酱牛肉、羊杂碎、素什锦 |
| - 特色小吃：糖礅、大饼鸡蛋、茶汤儿、凉粉、龙嘴大茶壶、熟梨膏、小豆粥、秋梨白糖、酥蹦豆、江米藕 |
| - 特色早点：煎饼果子、锅巴菜、老豆腐、果子、烫面炸糕、卷圈、糖果子、荷包蛋、豆浆 |
| - 特产：天津甘栗、天津冬菜、天津大白菜、小站稻、茶淀葡萄、沙窝萝卜 |
| - 特色调味品：独流老醋、天津甜面酱 |
| - 特色品牌：果仁张、蹦豆张、石头门坎素包、白记水饺、猫不闻饺子、陆记烫面炸糕、大桥道、桂顺斋、古兰斋、大福来锅巴菜、马记茶汤、小李烧鸡、窦四牛杂面、三合益凉皮、至美斋牛肉烧饼、杨村糕干、芝兰斋糕干、小宝栗子 |